# العلوم والتقنية في سويسرا

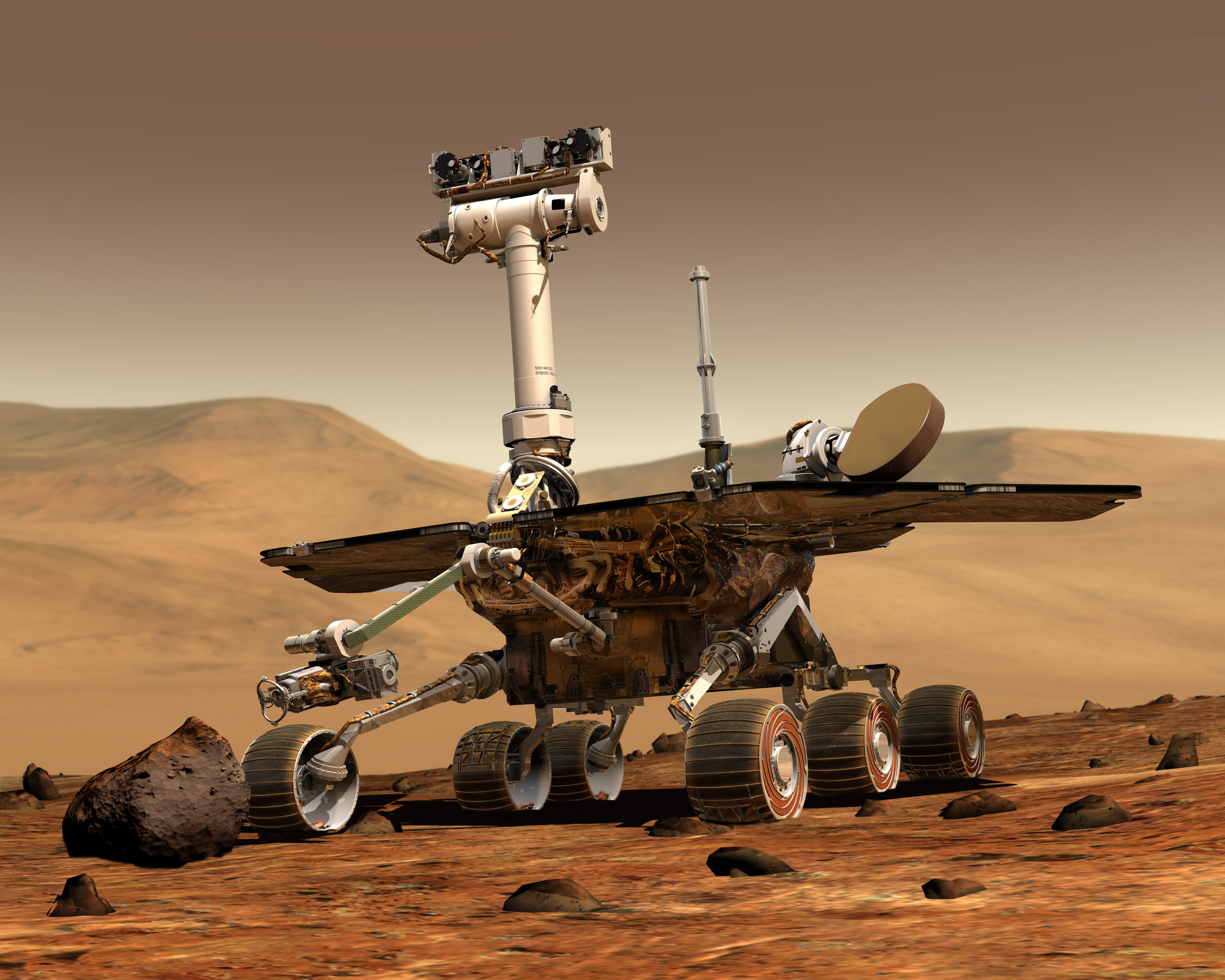
تُشغّل مركبات استكشاف المريخ الجوالة التابعة لناسا، والتي لا تزال فاعلة، بواسطة محركات سويسرية الصنع.

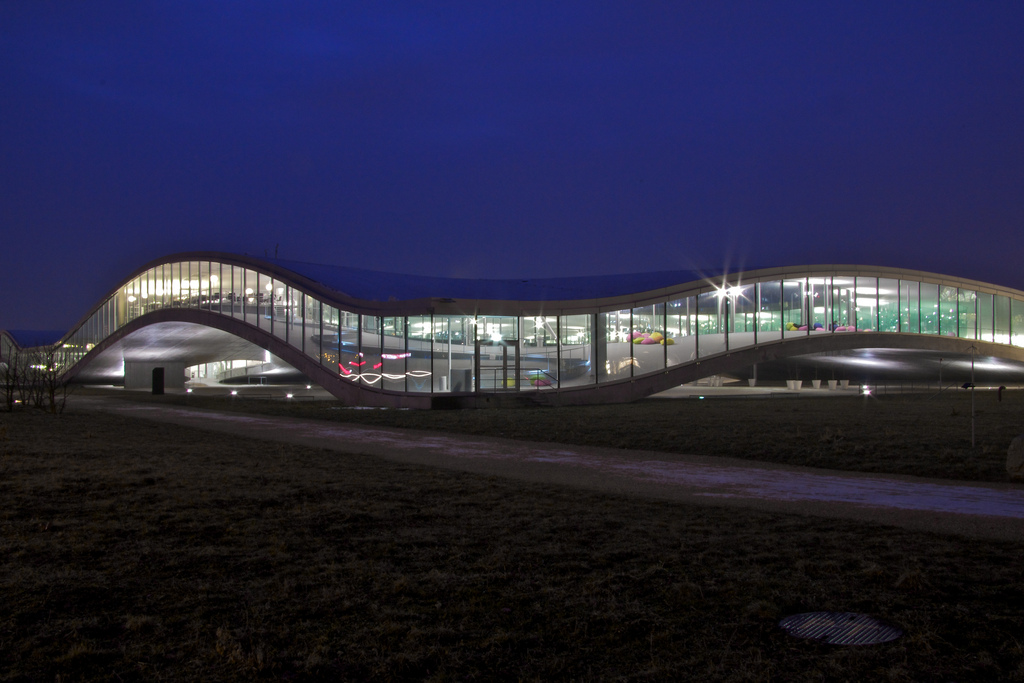
مركز التعلم التابع للمدرسة الفيدرالية للفنون التطبيقية في لوزان (EPFL). مبنى مشهور في حرم لوزان.

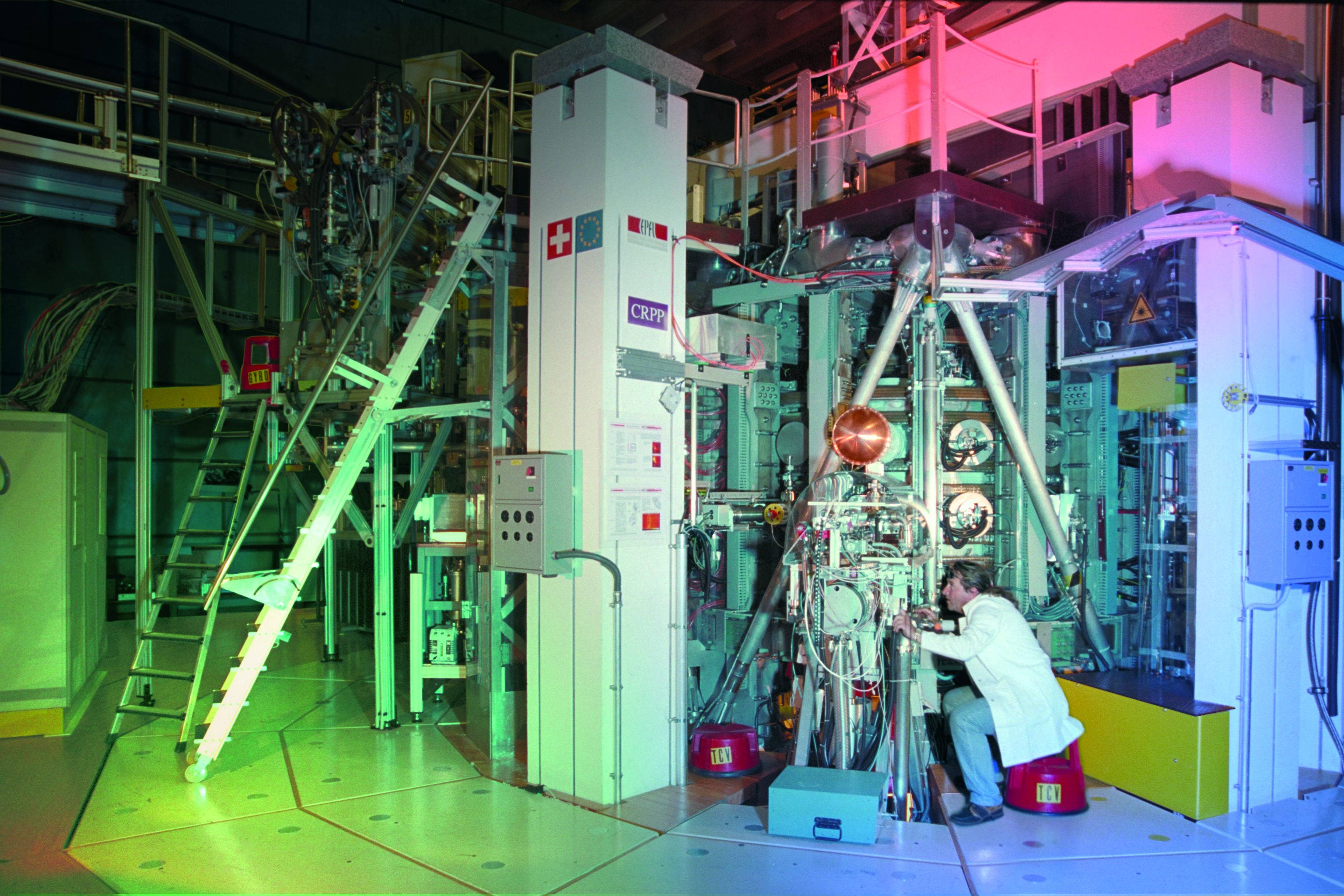
متغير تكوين توكاماك، مفاعل الاندماج البحثي، في مدرسة البوليتكنيك الفيدرالية في لوزان.

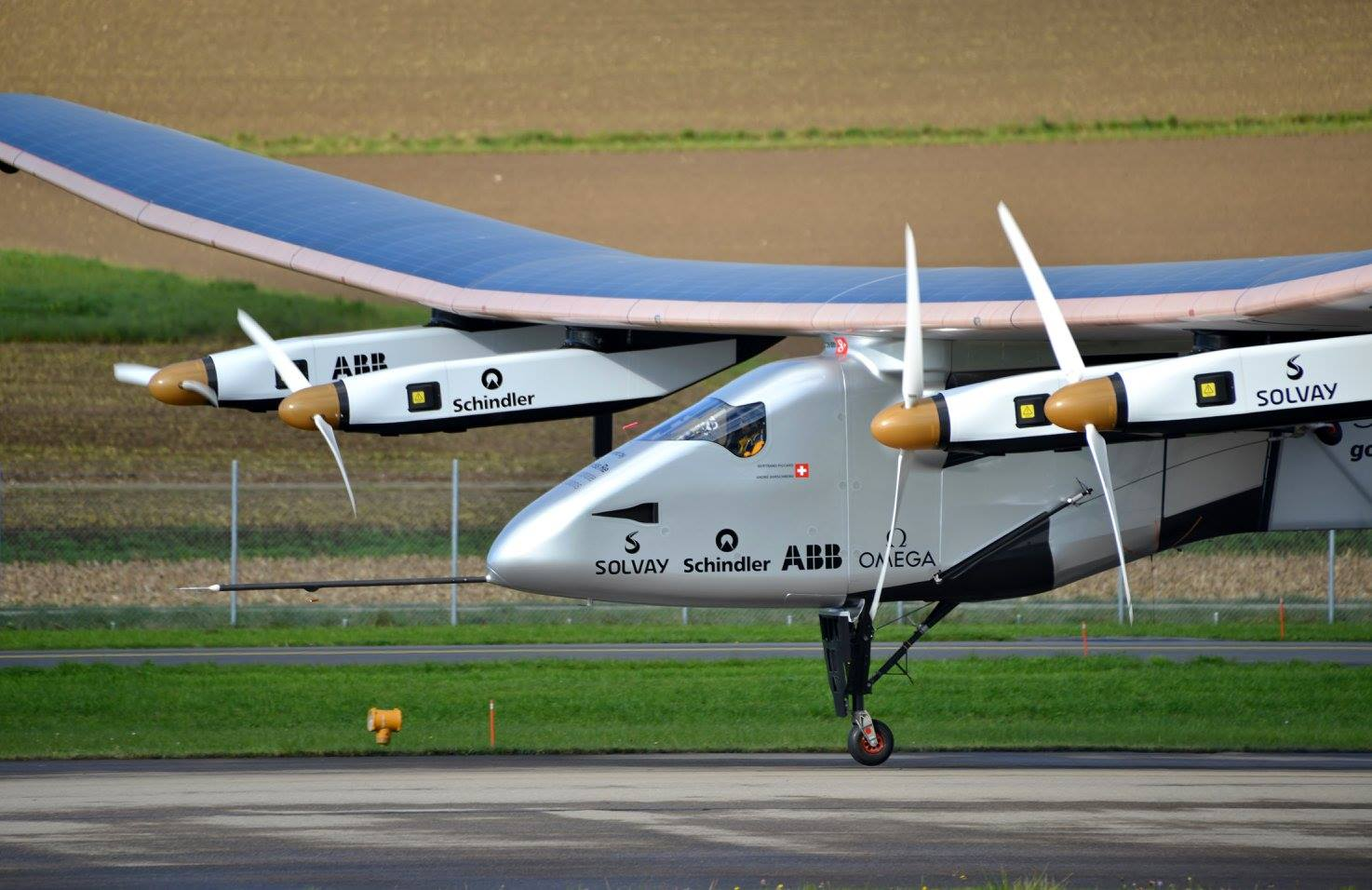
حققت طائرة الطاقة الشمسية السويسرية Solar Impulse 2 أطول رحلة منفردة بدون توقف في التاريخ، وكانت أول طائرة تقوم برحلة جوية حول الكرة الأرضية تعمل بالطاقة الشمسية بين عامي 2015 و2016.

تلعب العلوم والتكنولوجيا في سويسرا دورًا مهمًا في الاقتصاد السويسري، الذي لا يستند سوى إلى القليل جدًا من الموارد الطبيعية المتوفرة في البلاد. تعد المؤسسة الوطنية السويسرية للعلوم، بتفويض من الحكومة الفيدرالية، أهم مؤسسة لتعزيز البحث العلمي.
ويُصنف الناتج الخام للبحث العلمي من سويسرا باستمرار ضمن أفضل 20 منتجًا  
احتلت سويسرا المركز الأول في العالم في الابتكار وفق مؤشر الابتكار العالمي عام 2024، محتفظةً بالمركز الأول منذ عام 2019.

## المؤسسات

### الجامعات
تأسست أول جامعة في سويسرا وهي جامعة بازل عام 1460، واليوم تضم البلاد اثنتي عشرة جامعة.
- جامعة بازل، بازل
- جامعة برن، برن
- جامعة فريبورغ، فريبورغ
- جامعة جنيف، جنيف
- جامعة نوشاتيل، نوشاتيل
- جامعة لوزان (UNIL)، لوزان
- جامعة لوسيرن، لوسيرن
- جامعة لوغانو، لوغانو
- جامعة سانت غالن (HSG)، سانت غالن
- جامعة زيورخ، زيورخ
- المعهد الفيدرالي السويسري للتكنولوجيا زيورخ (ETH زيورخ)، زيورخ
- المعهد الفيدرالي السويسري للتكنولوجيا في لوزان (EPFL)، لوزان

### معاهد البحوث
- أغروسكوب تشانجينز-فادنسويل (ACW)
- أغروسكوب ليبيفيلد-بوسيو (ALP)
- أغروسكوب ريكينهولز-تانيكون (ART)
- المنظمة الأوروبية للأبحاث النووية (CERN)
- المركز الوطني السويسري للحوسبة الفائقة (CSCS)، مانو
- المركز السويسري للإلكترونيات والتكنولوجيا الدقيقة (CSEM)
- معهد بول شيرير (PSI)
  - مصدر الضوء السويسري
- المختبرات الفيدرالية السويسرية لعلوم وتكنولوجيا المواد (EMPA)
- المعهد الفيدرالي السويسري لعلوم وتكنولوجيا الأحياء المائية (EAWAG)
- المعهد الفيدرالي السويسري لأبحاث الغابات والثلوج والمناظر الطبيعية (WSL)
- المعهد الفيدرالي السويسري للتعليم والتدريب المهني (SFIVET)
- المدرسة العليا السويسرية للإدارة العامة (IDHEAP)
- معهد إيدياب للأبحاث
- معهد دالي مولي لأبحاث الذكاء الاصطناعي (IDSIA)
- المعهد السويسري للقانون المقارن
- معهد جامعة كورت بوش (IUKB)
- المعهد الفيدرالي للمترولوجيا (METAS)
- المكتب الاتحادي للأرصاد الجوية وعلم المناخ (MeteoSwiss)
- المعهد السويسري للمعلوماتية الحيوية (SIB)
- المعهد المالي السويسري
- المعهد الدولي للتنمية الإدارية (IMD)
- المعهد العالي للدراسات الدولية والتنموية (IHEID)
- مرصد سيمباخ للطيور
- المعهد السويسري لأبحاث الحساسية والربو
- المعهد السويسري لعلوم النانو
- معهد فريدريش ميشر للأبحاث الطبية الحيوية
- الحرم الجامعي للتكنولوجيا الحيوية
- معهد بحوث الزراعة العضوية

### المتاحف
- يعد مركز العلوم السويسري تكنوراما متحفًا فريدًا للعلوم في بلدية فينترتور في كانتون زيورخ. [7]

### الباحثون

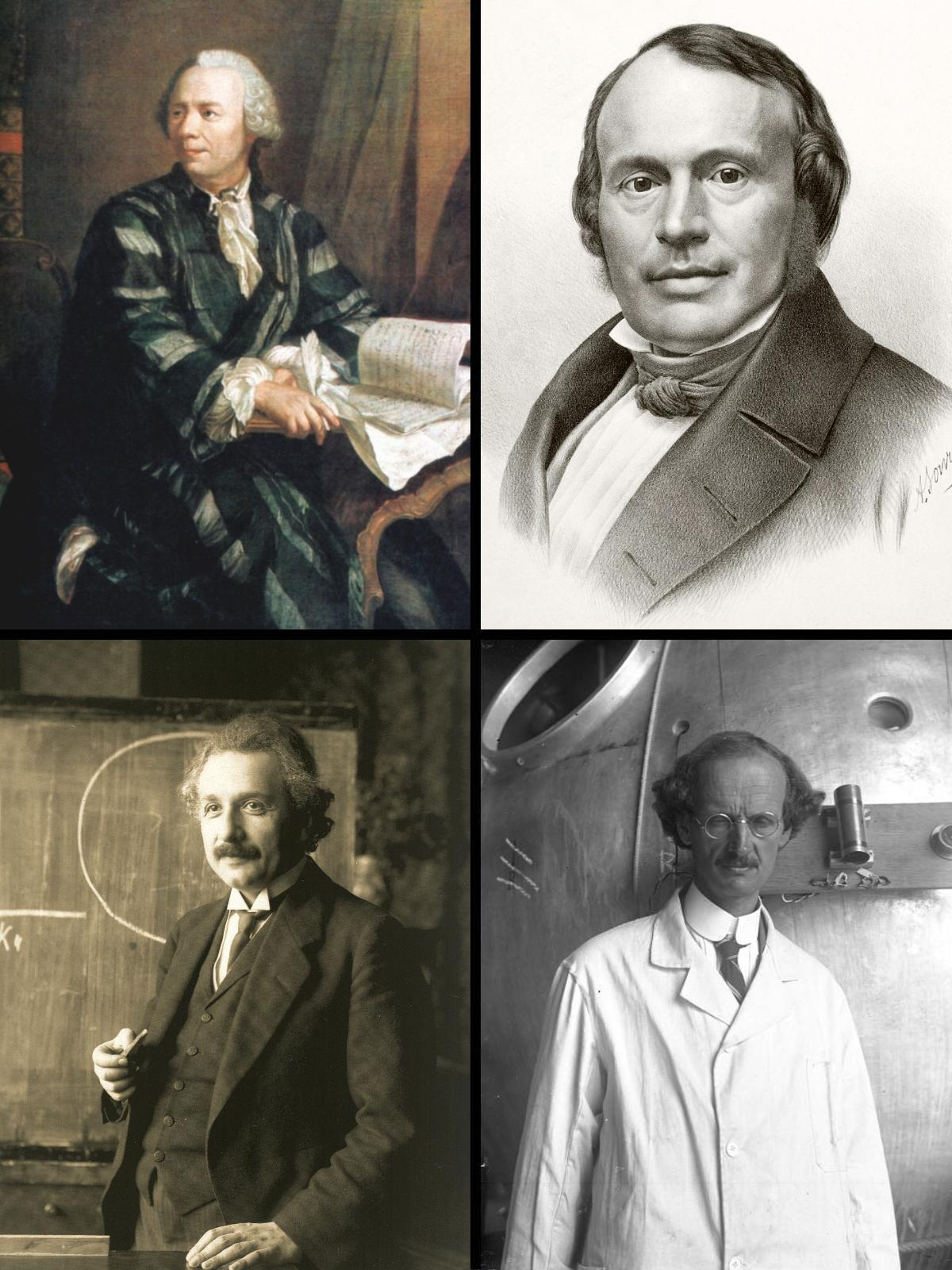
بعض العلماء السويسريين المشهورين: ليونارد أويلر، لويس أغاسيز، ألبرت أينشتاين، أوغست بيكارد

سويسرا هي الدولة التي تضم أعلى نسبة من الباحثين الأجانب في العالم، بنسبة تصل إلى 57%. 

## الجانب العلمي

### برنامج علم الفلك والفضاء

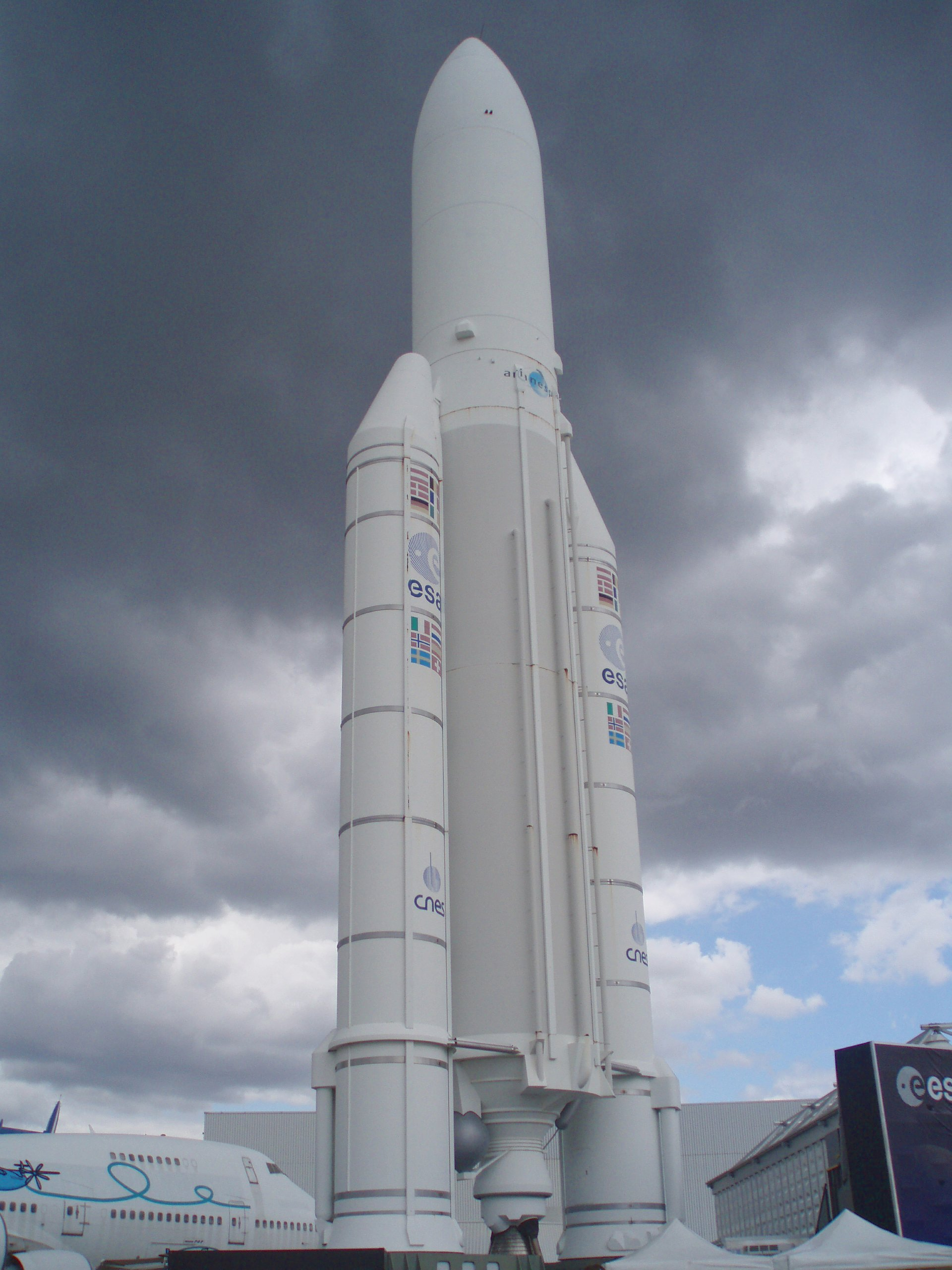
توفر شركة Oerlikon Space واجهات الحمولة لنظام الإطلاق Ariane 5.

شاركت وكالة الفضاء السويسرية في العديد من تقنيات وبرامج الفضاء. بالإضافة إلى ذلك، كانت واحدة من المؤسسين العشرة لوكالة الفضاء الأوروبية في عام 1975 وهي سابع أكبر مساهم في ميزانية وكالة الفضاء الأوروبية. في القطاع الخاص، هناك العديد من الشركات المتورطة في صناعة الفضاء مثل RUAG Space أو Maxon Motors (مركبات المريخ الجوالة).
كلود نيكولييه هو رائد فضاء سويسري، وقد أنجز عدة مهام مع برنامج الفضاء الأمريكي.
وفي مجال علم الفلك، اكتشف ميشيل مايور عام 1995، 51 بيجاسي بي (الفرس الأعظم)، وهو أول كوكب خارج المجموعة الشمسية يدور حول نجم شبيه بالشمس. 

### الرياضيات
يعتبر ليونارد أويلر عالم الرياضيات البارز في القرن الثامن عشر أحد أعظم الرياضيين على الإطلاق. تنسب عبارة إلى بيير سيمون لابلاس يعبّر فيها عن تأثير أويلر في الرياضيات: "اقرأ أويلر، اقرأ أويلر، فهو سيدنا جميعًا".  حقق أويلر اكتشافات مهمة في مجالات متنوعة مثل حساب التفاضل والتكامل ونظرية الرسم البياني. كما قدم الكثير من المصطلحات والرموز الرياضية الحديثة، خاصة للتحليل الرياضي، مثل فكرة الدالة الرياضية.
أنتجت عائلة برنولي العديد من العلماء البارزين الذين قدّموا إسهامات رياضية مهمة مثل رقم برنولي، مبدأ برنولي، قاعدة برنولي، وغيرها.

### الفيزياء
كان ألبرت أينشتاين (المتجنس عام 1901)  واحدًا من أعظم الفيزيائيين على الإطلاق. وهو معروف بنظريته النسبية وتحديدًا تكافؤ الكتلة والطاقة، والتي يُعبّر عنها بالمعادلةE = mc 2 وساهم أيضًا في العديد من المجالات الأخرى مثل علم الكونيات، وفيزياء الحالة الصلبة. سمّت مجلة تايم أينشتاين "شخصية القرن".
في الآونة الأخيرة، في عام 1987، حصل كارل ألكسندر مولر على جائزة نوبل لعمله في مجال الموصلية الفائقة في درجات الحرارة العالية.
علاوة على ذلك، تقع المنظمة الأوروبية للأبحاث النووية ( CERN ) في سويسرا بالقرب من جنيف.

### الكيمياء
في مجال الكيمياء، اشتهر جيرمان هنري هيس باكتشافه قانون هيس. اكتشف ألبرت هوفمان ثنائي إيثيل أميد حمض الليسرجيك (LSD). حصل بول هيرمان مولر على جائزة نوبل لاكتشافه خصائص الـ دي.دي.تي المبيدة للحشرات.

### الهندسة
وفقًا لأحد مصادر مدرسة لوزان الاتحادية للعلوم التطبيقية، يوجد 4 من أفضل 20 مختبرًا في مجال الذكاء الاصطناعي على مستوى العالم في سويسرا. 

### العلوم البيولوجية وعلوم الأرض
كان فريدريش ميشر طبيبًا سويسريًا وكان أول باحث يعزل الحمض النووي (DNA) ويقدم له وصفاً. اليوم، سُمّي معهد الأبحاث في بازل (معهد فريدريش ميشر، FMI) باسمه. كان إميل ثيودور كوشر (الحائز على جائزة نوبل في علم وظائف الأعضاء أو الطب 1909) معروفًا بعمله في علم وظائف الأعضاء وعلم الأمراض وجراحة الغدة الدرقية. رسم طبيب الأعصاب والتر رودولف هيس (الحائز على جائزة نوبل في علم وظائف الأعضاء أو الطب 1949) خريطة لمناطق الدماغ المسؤولة عن التحكم في العديد من وظائف الجسم الحيوية. عالم الكيمياء الحيوية فيرنر أربر (الحائز على جائزة نوبل في علم وظائف الأعضاء أو الطب 1978) معروف باكتشافه للنوكليازات الداخلية المقيدة (إنزيمات الاقتطاع) التي تعتبر ضرورية لجميع التقنيات الحيوية الحديثة. اكتشف العالم سويسري المولد إدموند إتش. فيشر (الحائز على جائزة نوبل في علم وظائف الأعضاء أو الطب 1992) كيف تعمل عملية الفسفرة العكسية كمفتاح لتنشيط البروتينات. أما العالم رولف م. زينكيرناجل (الحائز على جائزة نوبل في علم وظائف الأعضاء أو الطب 1996) فمشهور بعمله في مجال الجهاز المناعي.

### علم النفس
كارل يونج (1875–1961) طبيب نفسي سويسري ومؤسس علم النفس التحليلي. يعتبر يونغ أول طبيب نفسي حديث ينظر إلى النفس البشرية على أنها "دينية بطبيعتها" ويجعلها محور الاستكشاف.

## أنظر أيضاً
- مؤسسة العلوم الوطنية السويسرية
- مجال المعاهد الفيدرالية السويسرية للتكنولوجيا
- حديقة الابتكار السويسرية
- التعليم في سويسرا
- قائمة الجامعات في سويسرا
- سويسنيكس
- وادي الصحة